# بوشيني كاليفورني
بوشيني كاليفورني (الاسم العلمي:Puccinia californica) هو نوع من الفطريات يتبع جنس البوشيني من فصيلة البوشينية.